# Olika förlag
Olika förlag (av förlaget skrivet OLIKA) är ett bokförlag som ger ut barnböcker och metodböcker för vuxna och har en uttalad ambition att utmana stereotyper och normer och bidra till ett inkluderande samhälle.  Förlaget grundades 2006 av Marie Tomicic och Lovisa Almborg och de första böckerna kom ut 2007 (Här kommer UppfinnarJohanna! och Värsta Prutten, Lolly!) Olika var initiativtagare till uppropet mot Egmonts barntidningar Emma och Goal Junior  2011 som enligt Olika 2011 utgick från förlegade och förminskande traditionella könsroller. År 2012 gav Olika förlag ut boken Kivi och Monsterhund, Sveriges första barnbok som använder ordet hen som pronomen. Olika ger också utbildningar till förskolor och skolor och kommunikationstjänster till företag.  